# Lac Emmuraillé (Sagard)
Vous pouvez aider à l'améliorer ou bien discuter des problèmes sur sa page de discussion.
- Il ne cite pas suffisamment ses sources. Vous pouvez indiquer les passages à sourcer avec {{référence nécessaire}} ou {{Référence souhaitée}}, et inclure les références utiles en les liant aux notes de bas de page. (Marqué depuis décembre 2019)
- Il ne s’appuie pas, ou pas assez, sur des sources secondaires ou tertiaires. (Marqué depuis décembre 2019)

- Archive Wikiwix
- Bing
- Cairn
- DuckDuckGo
- E. Universalis
- Gallica
- Google
- G. Books
- G. News
- G. Scholar
- Persée
- Qwant
- (zh) Baidu
- (ru) Yandex
- (wd) trouver des œuvres sur Wikidata

Le lac Emmuraillé est un plan d'eau traversé dans sa partie est par la rivière Petit Saguenay, dans le territoire non organisé de Sagard, dans la MRC de Charlevoix-Est de la région administrative Capitale-Nationale, au Québec, au Canada.
Le lac Emmuraillé est desservie indirectement par la route forestière R064 qui passe du côté ouest et contourne le lac Pilote.

## Géographie
Les principaux bassins versants voisins du lac Emmuraillé sont côté nord: rivière Petit Saguenay;
côté est: lac Onésime, lac McLagan, ruisseau Étienne, lac Deschênes, rivière Deschênes, rivière Noire;côté sud: lac au Bouleau, lac au Sable, rivière Petit Saguenay; et côté ouest: lac Pilote, ruisseau Pilote.
Le lac Emmuraillé comporte une longueur de 1,8 km. La rivière Petit Saguenay traverse du sud au nord successivement le lac au Sable (longueur: 2,7 km; altitude: 449 m), le lac au Bouleau (longueur: 4,3 km; altitude: 449 m) et la partie est du lac Emmuraillé (longueur: 1,8 km; altitude: 436 m).
L'embouchure du lac Emmuraillé est situé à 12,9 km à l'ouest du lac Deschênes.
Il est 27,6 km au sud du centre du village Petit-Saguenay et 28,6 km au sud de la confluence de la rivière Petit Saguenay et de l'Anse du Petit Saguenay située sur la rive sud de la rivière Saguenay.
À partir de l'embouchure du lac Emmuraillé, le courant descend la rivière Petit Saguenay sur 64,8 km vers le Nord, le nord-est, puis vers le nord jusqu'à la rive sud de la rivière Saguenay; de là, le courant descend ensuite sur 36,6 km la rivière Saguenay vers l'est jusqu'à Tadoussac où cette dernière rivière se déverse dans le fleuve Saint-Laurent.

## Toponymie
Le toponyme « lac Emmuraillé » a été officialisé le 5 décembre 1968 par la Commission de toponymie du Québec.